# ناحیه بوگراند، میشیگان
ناحیه بوگراند (به انگلیسی: Beaugrand Township) یک منطقهٔ مسکونی در ایالات متحده آمریکا است که در شهرستان چبویگان، میشیگان واقع شده‌است.
 ناحیه بوگراند ۶۱٫۹ کیلومتر مربع مساحت و ۱٬۱۶۸ نفر جمعیت دارد و ۲۰۱ متر بالاتر از سطح دریا واقع شده‌است.